# Antonio Frazzi
Pour les articles homonymes, voir Frazzi.
Antonio Frazzi, né en 1944 à Florence (Italie), est un réalisateur et scénariste italien.

## Biographie
Jusqu'en 2006, tous ses films ont été coréalisés avec son frère Andrea Frazzi.

## Filmographie partielle

### Comme réalisateur
- 1982 : La Biondina (TV)
- 1981 : Il fascino dell'insolito (série TV)
- 1987 : L'Affranchi (Nel gorgo del peccato) (série TV)
- 1990 : La storia spezzata (série TV)
- 1994 : Due madri per Rocco (TV)
- 1995 : La storia di Chiara (TV)
- 1996 : Dopo la tempesta (TV)
- 1997 : L'avvocato delle donne (série TV)
- 1997 : Don Milani - Il priore di Barbiana (TV)
- 1997 : Il nostro piccolo angelo (TV)
- 2000 : Il cielo cade
- 2001 : Come l'America (TV)
- 2003 : Marcinelle (TV)
- 2004 : Certi bambini
- 2005 : Angela (téléfilm)
- 2006 : Giovanni Falcone, l'uomo che sfidò Cosa Nostra (TV)
- 2008 : Il commissario De Luca (série TV)
- 2011 : Violetta (TV)
- 2014 : Per amore del mio popolo (série TV)